# Два голых парня в горячей ванне
«Два голых парня в горячей ванне» (англ. Two Guys Naked in a Hot Tub), также иногда называемый «Мелвины» — эпизод 308 (№ 39) сериала «Южный Парк», премьера которого состоялась 21 июля 1999 года. Эпизод является второй частью «Трилогии о метеорном дожде», в которой 3 различных истории происходят в одну и ту же ночь. Другие 2 эпизода трилогии — «Кошачья оргия» и «Иубилей».
Как и в эпизоде «Кошачья оргия», сюжет эпизода развивается только вокруг одного основного персонажа, на этот раз — Стэна Марша.

## Сюжет
Оставив Шелли в доме Картманов, Стэн с родителями отправляется на вечеринку в честь метеорного дождя, которую устроил школьный психолог, мистер Мэки. Стэн расстроен из-за того, что его привели на взрослую вечеринку, но начинает злиться ещё больше, когда его запирают в подвальной детской комнате с Мелвинами — «главными придурками школы»: Пипом, Баттерсом и Дуги.
Четверо мальчиков думают, чем бы заняться, и Мелвины просят Стэна придумать для них игру. Затем Баттерс находит коробки с женской одеждой, и они решают играть в Ангелов Чарли. Баттерс изображает Келли Гарретт (Жаклин Смит), Дуги — Джилл Монро (Фарра Фоусетт), а Пип — Сабрину Дункан (Кейт Джексон). Стэн не проявляя большого желания участвовать в игре, соглашается изобразить Босли (начальника Ангелов) и просит, в качестве задания, найти выход из подвала и комфортное место с телевизором. К его удивлению, мальчики выполняют его задание, и, после того, как он получил всё что хотел, Стэн говорит им, что больше заданий нет.
В это время наверху, мистер Мэки устраивает семьям Брофловски и Марш экскурсию по дому и приводит их к джакузи, которое он недавно установил. Жёны оставляют Рэнди и Джеральда купаться в ванне вдвоём, и они решают поэкспериментировать в честь вечеринки. Они беседуют на тему секса втроём и решают попробовать заняться мастурбацией на глазах друг у друга. В итоге это вызывает чувство неловкости у Рэнди, который начинает думать, что произошедшее свидетельствует о его гомосексуальных наклонностях.
Бюро по контролю за алкоголем, табачными изделиями и огнестрельным оружием (АТF) думает, что в доме мистера Мэки собралась секта самоубийц, которые намерены покончить с собой во время метеорного дождя. Сотрудники АТО пытаются выманить находящихся людей наружу, включив отвратительную музыку (что не даёт эффекта — хотя они включали нечто, похожее на ужасный ремикс «Believe», песни Шер, мистер Мэки включает эту же песню на своей стереосистеме к радости всех участников вечеринки) и убивают любого вышедшего, кто не повинуется приказам (хотя в итоге они стреляют даже в тех, кто не делает ничего запретного). Вскоре Стэн и Мелвины обнаруживают, что происходит за пределами дома. Они пытаются поговорить с АТО, но те начинают стрелять в мальчиков, как и во всех, кто выходил ранее. Стэн и Мелвины записывают видеокассету, на которой рассказывают, что в доме не собрание секты, а обычная вечеринка, и передают её с помощью Баттерса репортёру. АТО понимают, что ошиблись, и объявляют, что это были всего лишь учения.
Тем временем, в доме Рэнди всё больше начинает чувствовать неловкость, общаясь с Джеральдом. Когда, наконец, Рэнди выкрикивает, что они мастурбировали в присутствии друг друга, он к своему облегчению обнаруживает, что он далеко не единственный, кто экспериментировал таким образом. Друзья объясняют ему, что он — немножко гей, но каждый мужчина на самом деле такой же. В это время, снаружи мальчики празднуют успешное решение ситуации и Стэн понимает, что Мелвины — нормальные дети, такие же, как он. Тем не менее он вскоре про это забывает, когда Кайл возвращается с Иубилея, и с ужасом говорит другу, что «весь вечер тусовался с Мелвинами».

## Связь с другими эпизодами из трилогии о метеорном дожде
- В эпизоде местом действия является вечеринка, на которую идут мисс Картман в эпизоде «Кошачья оргия» и семья Брофловски в «Иубилее».
- Кайл появляется в конце эпизода в иубилейской униформе и говорит Стэну, что расскажет ему о том, что случилось ночью; как бы то ни было, зрители не узнали, что произошло с Кайлом до выхода следующего эпизода.
- Когда АТF наблюдают за домом через бинокль, можно увидеть, как мисс Картман разговаривает с Эриком по телефону.
- Музыка, играющая во время вечеринки, — рэп «Wild Wild West», который исполнял Картман в начале и конце предыдущего эпизода.

## Пародии
- Имя репортёра — Дерек Смоллс, что является отсылкой к фильму «Это — Spinal Tap».
- Сцена с АТО отсылает к инциденту с сектой «Ветвь Давидова» в Уэйко, Техас.
- Слова полиции о том, что в доме расположилась религиозная секта, планирующая массовый суицид – отсылка на секту Heaven's Gate, 39 участников которой совершили суицид во время полёта кометы над землёй.

## Факты
- В этом эпизоде одним из основных действующих лиц впервые становится Баттерс, ставший одним из главных героев в более поздних сезонах.
- В спальне мистера Мэки, где дети смотрят телевизор, висит картина Эдварда Мунка «Крик».
- В этом эпизоде можно видеть, что мистер Мэки владеет домом, в котором установил джакузи. Между тем, в эпизоде «Пиписька Айка» Мэки был беден и снимал комнату, из которой его выгнали после неудачной лекции о вреде наркотиков школьникам, в результате чего он продолжительное время был бездомным.
- Спецназовец ATF, первый зашедший на вечеринку, использует такую же винтовку, как и Мистер Гаррисон в серии «Набор веса 4000».